# تپه تازه باغ
تپه تازه باغ مربوط به دوران‌های تاریخی پس از اسلام است و در شهرستان بوئین‌زهرا، روستای داخرجین واقع شده و این اثر در تاریخ ۲۵ اسفند ۱۳۷۹ با شمارهٔ ثبت ۳۲۱۹ به‌عنوان یکی از آثار ملی ایران به ثبت رسیده است.